# British Columbia Highway 7
Der Highway 7 in British Columbia verläuft von Vancouver entlang des Fraser River in östlicher Richtung nach Hope. Er verläuft weitgehend parallel zum Highway 1, dem Trans-Canada Highway jedoch am nördlichen Ufer des Fraser River. Der Highway hat eine Länge von 142 km. Abschnitte des Highways sind als sogenannte Core Route, Bestandteil des kanadischen National Highway System.

## Streckenbeschreibung
Der Highway beginnt in Vancouver im Zentrum der Stadt am Highway 99, an der Kreuzung zwischen der Granville St. und des West Broadway. Der Highway folgt dem West Broadway in östlicher Richtung durch Burnaby, tangiert Highway 1, es gibt jedoch keinen direkten Übergang zwischen beiden Highways. Während Highway 1 den Fraser River in südlicher Richtung quert, bleibt Highway 7 am Nordufer. In Port Coquitlam mündet Highway 7A ein, kurz vor der Überquerung des Pitt River stößt noch Highway 7B, einer Anbindung an Highway 1, zu. Der Highway führt durch Maple Ridge nach Mission, dort zweigt Highway 11 nach Süden in Richtung Abbotsford und Grenze zu den Vereinigten Staaten ab. Vor Agassiz, in der Gemeinde Kent, mündet Highway 9 von Harrison Hot Springs her kommend ein. Es erfolgt für ca. zwei Kilometer eine Doppelauszeichnung mit beiden Highways, dann zweigt Highway 9 in südlicher Richtung wieder ab. Highway 9 bildet damit die östlichste Verbindung zwischen Highway 1 und Highway 7, bevor dieser in Highway 1 mündet. Highway 7 folgt dem Fraser River in nordöstlicher Richtung und mündet dann nördlich von Hope in Highway 1.